# ユメイロ。
ユメイロ。（YUMEIRO）は、2006年4月4日から2009年3月27日まで放送されていた、HBCテレビ平日午前の情報番組。
本項では関連番組『ユメイロ。シネマ倶楽部』についても述べる。

## 概要
毎週水～金曜日の9:55～10:25に放送。前番組は「朝ビタTV」。道内民放テレビ各局で放送されている、地元百貨店によるテレビショッピングは、HBCでは当番組内での放送であった。
裏の『のりゆきのトークDE北海道』（uhb）と互角に争ったが、キー局TBSの大改編などにより2009年3月27日をもって終了。後続番組は再放送などになり、HBCは2000年4月以来継続してきた、この時間帯の自社制作ベルト生放送から撤退することとなる。なお、週1回の生放送として「もんすけチャンネル金曜BAN!」（金曜9:55～10:20、2009年4月10日スタート）が、後続番組の一つとなっている。また、前出のテレビショッピングのコーナーは、既存の夕方ワイド番組『Hana*テレビ』で引き続き放送されていた。

## キャスター
- 石崎輝明
- 佐々木佑花（2008年4月2日～）
- 大下宗吾

### 過去のキャスター
阿部彩子（番組開始～2008年3月28日）
佐々木佑花が1週間の番組休暇（冬休み）の為、阿部彩子が局アナ時代に出演していた当番組に2009年2月25日～27日の間、代役として出演。

## ユメイロ。シネマ倶楽部
- 2008年4月3日から2012年3月29日まで、毎週木曜日(金曜未明)24:55 - 25:25(JST)に放送されていた。出演者は石崎輝明、大下宗吾と佐藤彩の3名。
- 映画情報を中心に、映画以外のプレゼント情報などを加えた番組。スタジオ部分は、午前の放送と同じセットを使用して、固定カメラ1台で撮影されている。スタジオの背景は一部『グッチーの 今日ドキッ!』のセットを流用していた。
  - 固定カメラはズーム操作なども行われないため、大きく映りたい（アップで映るべき）出演者がカメラに自ら寄って（歩いて）行くなどの、普通のテレビ番組では考えられない手法が随所で見られる。2009年3月まで毎回、大下宗吾が映画のキャラクターに扮して登場していた。
- 当番組は、午前の放送が終了する2009年4月以降も継続したが、2012年4月に「もくよう☆アプリ」として番組リニューアルすることにより2012年3月29日の放送をもって最終回を迎えた。ちなみに、2010年から当番組の終了まで、HBCテレビの自社制作による深夜番組は、当番組と「VOX」などのミニ番組程度しかなかった。